# NGC 3419
NGC 3419 este o galaxie lenticulară situată în constelația Leul. A fost descoperită în 1 aprilie 1864 de către Albert Marth. Se află la o distanță de 44 de megaparseci de Pământ.